# Two Great Guitars
Two Great Guitars è un album dei cantanti Rock and roll Chuck Berry (il settimo album) e Bo Diddley (il dodicesimo album) pubblicato nel 1964 sotto l'etichetta Chess Records. È considerato uno dei primi album "super session" di musica rock. È stato il primo album in studio pubblicato da Berry dopo il suo rilascio dalla prigione.
L'album è composto da due lunghe jam strumentali improvvisate più un paio di brani strumentali; ulteriori registrazioni strumentali sono state incluse nella ristampa in compact disc. La copertina mostra una Gibson ES-350T di proprietà di Berry e una chitarra creata da Diddley adagiate sui sedili di un'automobile.

## Tracce

### Lato A
1. Liverpool Drive (Chuck Berry) - 2:56
2. Chuck's Beat (Berry, Ellas McDaniel) - 10:39

### Lato B
1. When the Saints Go Marching In (tradizionale; arrangiata da McDaniel) - 2:52
2. Bo's Beat (McDaniel, Berry) - 14:08

### Bonus track della riedizione CD
1. Fireball (McDaniel) - 2:51
2. Stay Sharp (McDaniel) - 3:44
3. Chuckwalk (Berry) - 2:30
4. Stinkey (McDaniel) - 2:35

## Formazione

### Musicisti
- Chuck Berry – chitarra (tracce 1, 2, 4, 7)
- Bo Diddley – chitarra (tracce 2, 3, 4, 5, 6, 8)
- Norma-Jean Wofford (aka The Duchess) - chitarra di accompagnamento (tracce 3, 5, 8)
- Peggy Jones (musicista) (aka Lady Bo) - chitarra di accompagnamento (traccia 6)
- Jerome Green - maracas (tracce 2, 3, 4, 6)
- Lafayette Leake - pianoforte (tracce 2, 4)
- Jesse James Johnson - basso (tracce 2, 4, 6)
- Billy Downing - batteria (tracce 2, 4)

### Tecnici
- Andy McKaie – produttore
- Ron Malo – ingegnere del suono
- Esmond Edwards – fotografo (foto di copertina)
- Don Bronstein –  cover design e artwork